# Дженони, Леонардо
Леонардо Дженони (итал. Leonardo Genoni; род. 28 августа 1987, Симеоне, Тичино) — швейцарский хоккеист, вратарь сборной Швейцарии по хоккею и хоккейного клуба «Цуг».

## Карьера

### Клубная
Дженони начал карьеру в клубе «Грассхоппер—Кюснахт Лайонс» (2004—2007), за который играл три сезона. 
В 2007 году перешёл в «Давос», в котором отыграл девять сезонов, выиграв три чемпионских титула. После успешных сезонов он перешёл в «Берн», с которым в 2017 году выиграл чемпионский титул. 
В августе 2018 года подписал пятилетний контракт с клубом «Цуг».

### Сборная
В составе сборной Швейцарии по хоккею играл на 11 чемпионатах мира; на ЧМ-2018 был обладателем серебряных медалей.
Играл за сборную на двух олимпийских хоккейных турнирах ОИ-2018 и ОИ-2022.
На чемпионате мира 2024 года в Чехии был основным вратарём команды Швейцарии и помог им дойти до финала, где швейцарцы уступили сборной Чехии (0:2). На Чемпионате мира 2025 в Швеции и Дании также занимал место основного голкипера сборной Швейцарии и был признан лучшим игроком турнира.